# جبهة العمل الوطني
جبهة العمل الوطني (بالبرتغالية: Frente de Ação Patriotica‏) هو حزب سياسي في موزمبيق. في الانتخابات العامة لعام 1999، شارك الحزب في التحالف الانتخابي رينامو جنبًا إلى جنب مع مجموعة المتمردين السابقة في موزمبيق، المقاومة الوطنية الموزمبيقية، وتسعة أحزاب معارضة صغيرة أخرى.